# Агата Милан Ђурић
Агата Милан Ђурић (1971) српска је активисткиња за људска права и квир перформерка. 

## Биографија
Дипломирала је на Факултету драмских уметности у Београду радом „Друштвено–културална медијација, активистички и терапијски аспект” који се бави различитим облицима организовања друштвено маргинализованих група и борбом за њихова права. Током деведесетих активно је учествовала у антиратном покрету и протестима против режима Слободана Милошевића. У рад Аркадије, прве организације за афирмацију лезбијских и геј права у Србији, укључује се 1994. године.
Оснивачица је организације Гетен и ЛГБТИК СОС телефона, првих интерсекционалних програма о вишеструкој дискриминацији и група подршке за транс особе, Роме и Ромкиње, и ЛГБТ+ особе. Сарадница је различитих локалних и међународних организација. Радила је на организацији прве параде поноса 2001. године.
Заједно са Душаном Маљковићем била је ауторка емисије „Гејминг”, прве радио емисије о ЛГБТ+ темема која је била део ноћног програма радија „Београд 202”. Скандинавска ЛГБТ+ организација „Тупилак” доделила је емисији награду „Хајмдал” за изузетан допринос развоју масовних медија који се баве темом хомосексуалности.
Агата је и прва транс квир перформерка у Србији која наступа под именом „Вива ла Дива”, чиме упознаје културу у Србији са дрег изведбом. У оквиру колектива „Квир Београд” освојила је прву награду на фестивалу „Трансфебјулос” у Лондону. Једна је од учесница у филму „Дрег уместност у Београду” продукцијске куће „Вајс”.
Учествовала је у изради модела Закона о родном идентитету и правима интерсекс особа.